# Installer

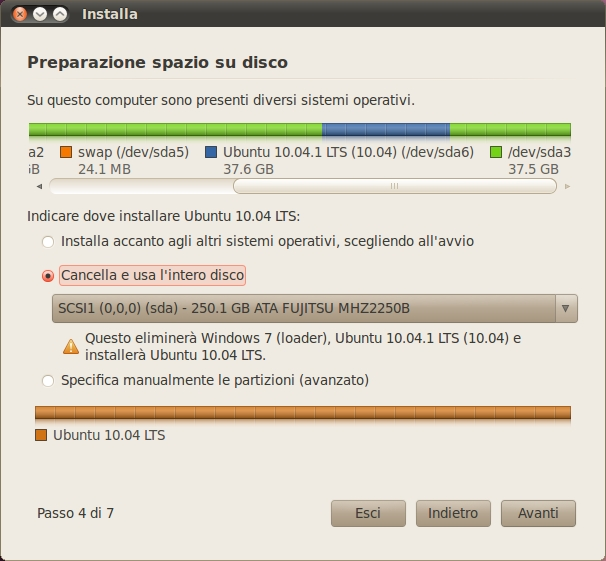
Ubiquity è un esempio di installer per Ubuntu.

Con installer, in informatica, ci si riferisce ad un'applicazione che effettua le operazioni di installazione di un altro software su un determinato dispositivo o computer che ne permette l'esecuzione.
Tipo particolare di installer è un WebInstaller, che non contiene accanto i file del software da installare, ma li scarica da un server prima di installarli.

## Distribuzione
Tale software viene in genere distribuito unitamente al software che si vuole installare o nel maggior numero di casi ne è il contenitore. Infatti gli installer possiedono spesso compressi al proprio interno tutti i file del software che si desidera installare. L'installer si preoccupa quindi di decomprimere i file e di posizionarli nelle giuste cartelle, spesso affiancando l'utente in alcune configurazioni di base attraverso una procedura guidata (wizard). In ambiente Microsoft, spesso, se necessario, l'installer provvede anche alla creazione di chiavi di registro utili all'esecuzione del software stesso.

## Caratteristiche
Gli installer sono comodi quando il software da installare ha bisogno che nella macchina siano già installati altri software o componenti per essere eseguito. Infatti l'installer controlla spesso anche la presenza di questi componenti e, se assenti, provvede all'installazione dei componenti oppure avvisa l'utente.